# 名古屋大学・大阪大学対抗競技大会
名古屋大学・大阪大学対抗競技大会（なごやだいがく・おおさかだいがくたいこうきょうぎたいかい）とは、名古屋大学と大阪大学の運動部が対抗戦を行う競技大会である。
名古屋大学においては名阪戦、大阪大学においては阪名戦と呼ばれる。
第二次世界大戦前から各運動部間で行われていた対抗戦を、戦後に統合することによって開始された。現在は毎年5月から6月頃に行われている。